# Königliche Preußische Gewehrfabrique

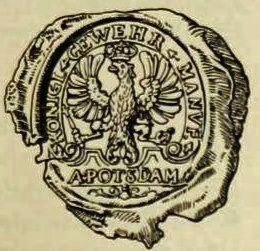
Siegel der Gewehrmanufaktur Potsdam

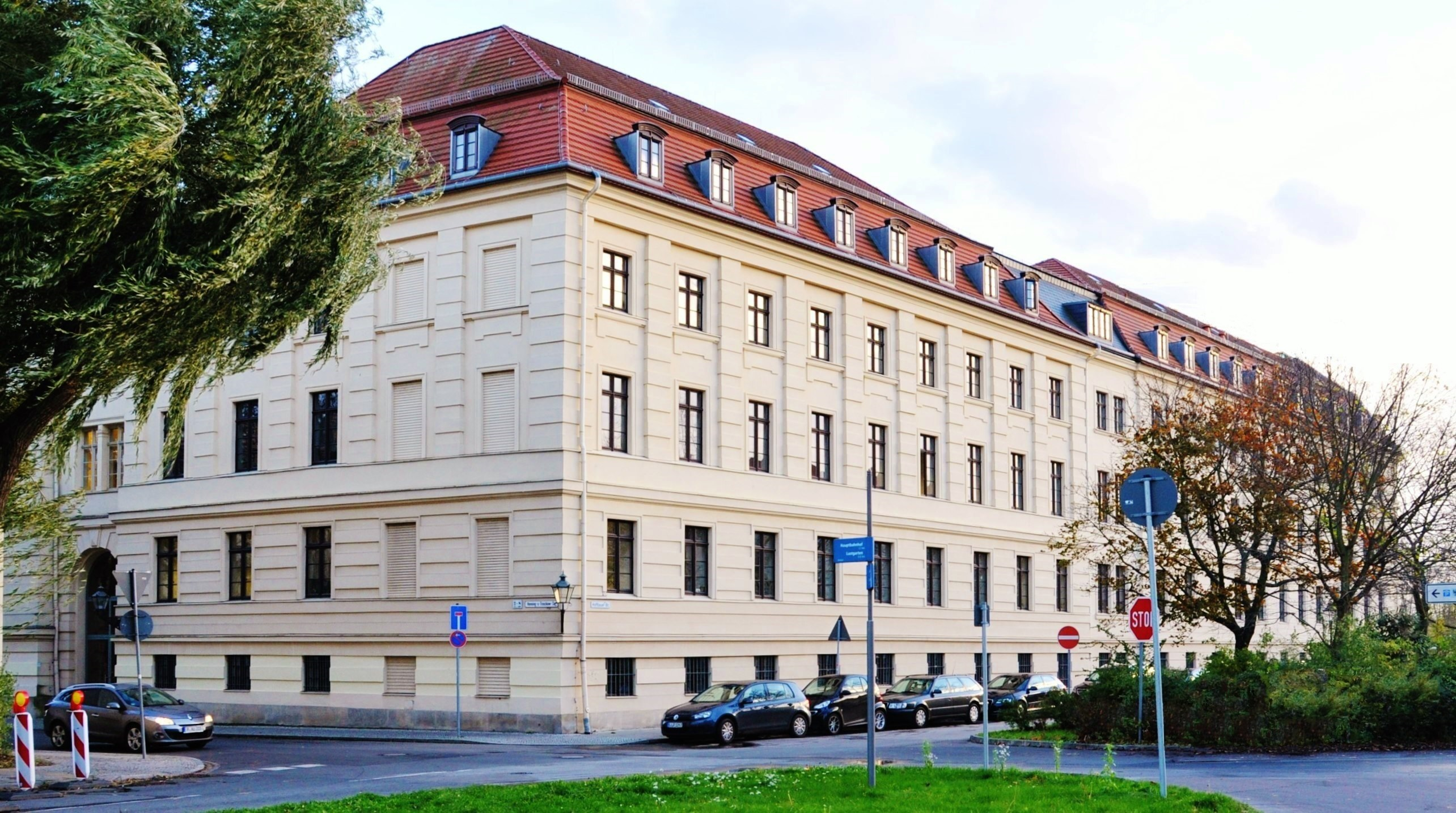
Teil des Hauptgebäudes der ehemaligen Gewehrfabrik Potsdam; bauliche Situation 2013

Die Königliche Preußische Gewehrfabrique war die älteste Gewehrmanufaktur Preußens und wurde 1722 von Friedrich Wilhelm I., dem „Soldatenkönig“, gegründet. Er finanzierte den Bau und die technische Ausstattung der Werkstätten und ließ Wohnhäuser und Kirchen für die katholischen Arbeiter errichten.
Die Gewehrfabrik stellte entsprechend der damaligen Wortbedeutung „Gewehr“ neben Handfeuerwaffen auch Hieb- und Stichwaffen her. Hauptabnehmer war die Preußische Armee. Bis 1850 lag die Fertigung im Rahmen eines Pachtvertrages in privater Hand. Danach wurde der Betrieb vom Staat übernommen und der Standort Potsdam aufgegeben. Das Werk Spandau bildete den Grundstock der dortigen Rüstungsindustrie.
Die fast 200-jährige Geschichte der Gewehrfabrik endete 1919 nach dem Ersten Weltkrieg gemäß den Beschränkungen des Versailler Vertrages. Die Gewehrfabrik wurde mit zwölf anderen Heeres- und Marinewerkstätten Bestandteil der neu geschaffenen Deutsche Werke AG, deren Betriebe nun für den zivilen Bedarf produzierten und firmierte fortan unter dem Namen Deutsche Industriewerke.

## Vorgeschichte
Als 1713 Friedrich Wilhelm I. den Thron bestieg, war Preußen ein wirtschaftlich und militärisch schwacher Staat, der nur wenige Waffenfabriken besaß: Kanonen-Gießerei in Berlin, Kanonenkugel-Gießerei in Zehdenick, Klingenschmiede in Hagen. Die von seinem Großvater, dem Großen Kurfürsten, im Rahmen der merkantilistischen Ordnung eingeleiteten Maßnahmen zur Belebung von Handel und Gewerbe, die vom Nachfolger vernachlässigt worden waren, setzte er in verstärktem Maße auch im Bereich der Waffenproduktion fort. Auch hier sollte durch Autarkie das „Geld im Lande gehalten werden“.

## Planung und Gründung
Die Anregung zur Gründung der Gewehrmanufaktur kam von Gottfried Adolph Daum, der gemeinsam mit seinem Partner David Splitgerber das Handelshaus Splitgerber & Daum führte, dessen Schwerpunkt jahrzehntelang das Geschäft mit militärischer Ausrüstung und Artillerie-Munition war. Die Verhandlungen im Auftrag des Königs führte Oberst Christian Nicolaus von Linger, der sich später auch Verdienste um die Königliche Pulverfabrik und das Zeughaus erwarb. Nachdem Gottfried Daum sein Projekt „Wie Seiner Königl. Majestät neue Gewehrfabrique in Dero Lande kan estabiliret […] und gut Gewehr verfertiget werden […]“ vorgetragen hatte, kam vom König die Bestätigung mit Allerhöchster Resolution vom 31. März 1722, die die Grundlage der Zusammenarbeit bilden sollte. Den Arbeitern sicherte er darin Privilegien zu (freie Religionsausübung, Erlaubnis des Branntweinkonsums auf dem Fabrikgelände, Freistellung vom Kantonreglement). Den Unternehmern wurden ebenfalls Sonderrechte eingeräumt, auf die sie sich im Ernstfall jedoch nicht berufen konnten (siehe Abschnitt Ungewöhnliches Pachtverhältnis).
Als Standort bot sich die militärisch gesicherte königliche Residenzstadt Potsdam an, die zur Grundherrschaft der Hohenzollern gehörte und Garnisonsstadt geworden war.
Die Produktion wurde aufgeteilt. Für alle groben Arbeiten wie Schmieden, Bohren, Hämmern und Schleifen fand man ein Areal außerhalb der Stadt Spandau, das ebenfalls dem König gehörte. Für den Transport der Gewehrteile konnte der Wasserweg der Havel benutzt werden. In Potsdam waren Endfertigung, Qualitätskontrolle, Verwaltung und Direktion. Die Gewehrfabrik mit ihrem Immediatstatus gehörte zum militärischen Bereich und unterstand direkt dem Königlichen Hof- und Kammergericht.
Die zur Umsetzung des Vorhabens nötigen Fachleute, die es in Preußen nicht gab, wurden von Gottfried Daum hauptsächlich in Lüttich, einem damaligen Zentrum der Waffenproduktion, angeworben. Nach Fertigstellung der Werkstätten und der Wohnhäuser konnten Splitgerber & Daum dann die Gewehrfabrik 1722 pachten und Gottfried Daum übernahm die Leitung. Einige Meister wurden dem König auch von der Essener Gewehrfabrik überlassen.

## Standort Potsdam

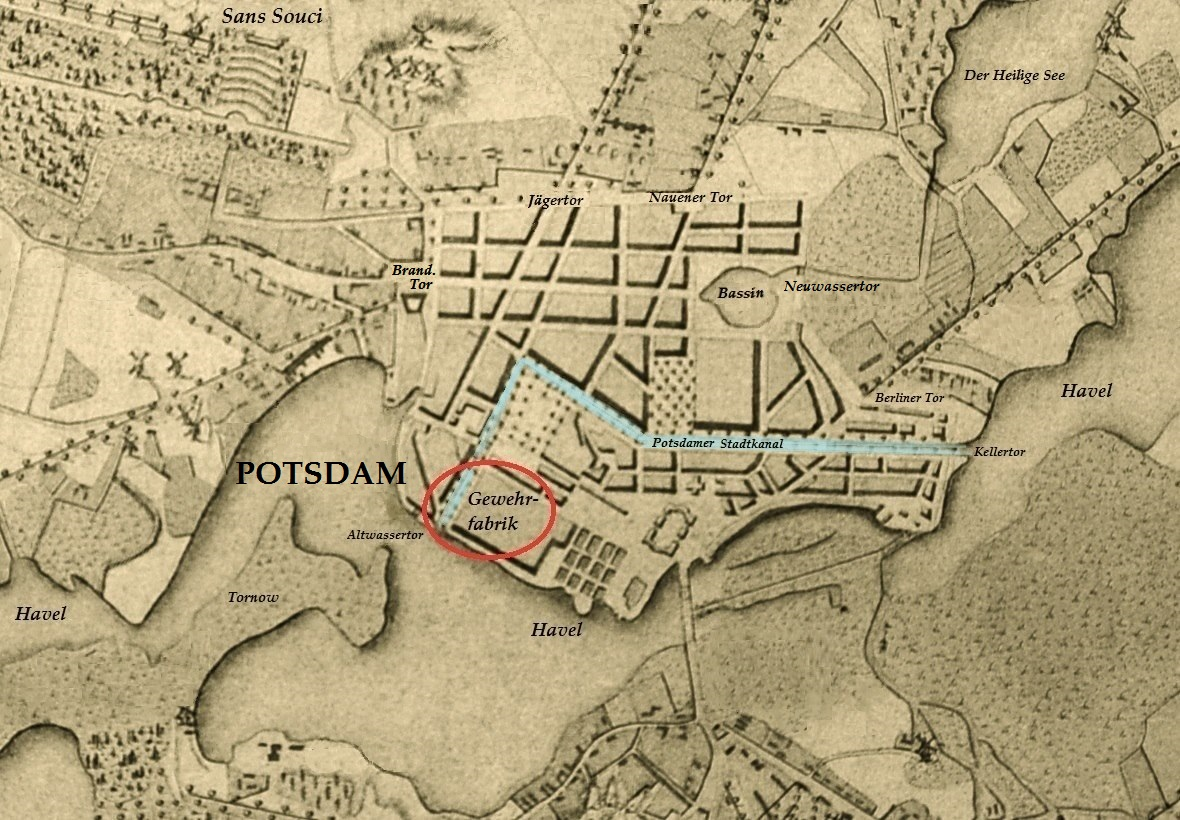
Potsdam um 1785

Die Gewehrfabrik entstand auf einem Grundstück östlich des Entwässerungsgrabens in der Nähe seines Einlaufes in die Havel. Zeitgleich mit dem Bau der Fabrik ließ der König diesen Graben als Transportweg, zum Potsdamer Stadtkanal, ausbauen und die ungepflasterte Straße An der Gewehrfabrik (heute: Hoffbauerstraße) anlegen. Die Pflasterung erfolgte 40 Jahre später.
Der Grundstein zur Fabrik – bestehend aus zweigeschossigen Einzelgebäuden – wurde bereits am 26. März 1722 gelegt. Der König ergänzte die Anlage mit der von ihm gestifteten kleinen Kirche für die angeworbenen katholischen Arbeiter.
Nachdem im selben Jahr der Vorgängerbau der Garnisonkirche fertiggeworden war, begannen gegenüber auf der anderen Seite des Stadtkanals die Arbeiten am Großen Militärwaisenhaus, das auch Nachwuchs für die Gewehrfabrik hervorbringen sollte. Sämtliche Gebäude in dieser Zeit entstanden in Fachwerkbauweise auf unsicherem Baugrund.

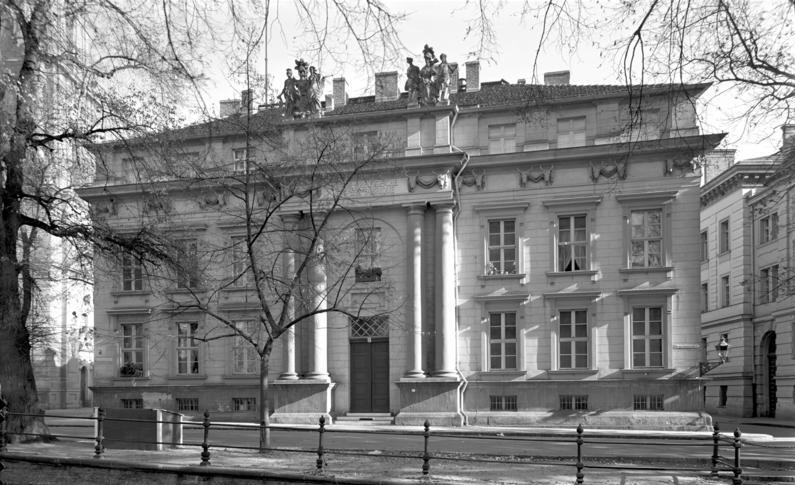
Ehemaliges Direktionsgebäude der Gewehrfabrik von Johann Gottfried Büring; etwa 1910

Die ersten Schäden zeigten sich an der Garnisonkirche, die daraufhin abgerissen und ab 1730 durch den bekannten Neubau von Philipp Gerlach ersetzt wurde. Nach und nach mussten auch die anderen Gebäude erneuert werden. Die Gewehrfabrik erhielt in den Jahren 1776–1780 ein viergeschossiges massives Hauptgebäude nach Plänen von Georg Christian Unger. Im Anschluss daran erfolgte die weitere Blockrandbebauung des großen Grundstücks, wobei die Fachwerkbauten auf dem Hof noch einige Zeit weiter genutzt wurden. Von 1771 bis 1778 wurde das Militärwaisenhaus nach dem Entwurf von Carl von Gontard neu erbaut. Ein Direktionsgebäude für die Gewehrfabrik von Johann Gottfried Büring war 1755 auf dem Eckgrundstück Breitestraße/An der Gewehrfabrik entstanden. Das heute nicht mehr vorhandene Haus enthielt Dienstwohnungen für den Königlichen Kommissar und den Direktor der Gewehrfabrik. Langjähriger Direktor mit 45 Dienstjahren (1740–1785) war Johann Friedrich Rücker, dessen Grab auf dem Bornstedter Friedhof erhalten ist.
Die Waffenproduktion in Potsdam endete 1850, wodurch die Stadt ihre größte Manufaktur verlor. Die preußische Rüstungsindustrie konzentrierte sich in Spandau. Die Gewehrfabrik in Potsdam wurde zur Kaserne umgebaut und gehörte zum Gebäudekomplex für das 1. Garde-Regiment zu Fuß. Der heute noch erhaltene Teil des Hauptgebäudes der Fabrik (Hoffbauerstraße / Ecke Henning-von-Tresckow-Straße) steht unter Denkmalschutz und wird vom Ministerium für Infrastruktur und Landwirtschaft des Landes Brandenburg genutzt (Stand: 2013).

## Standort Spandau

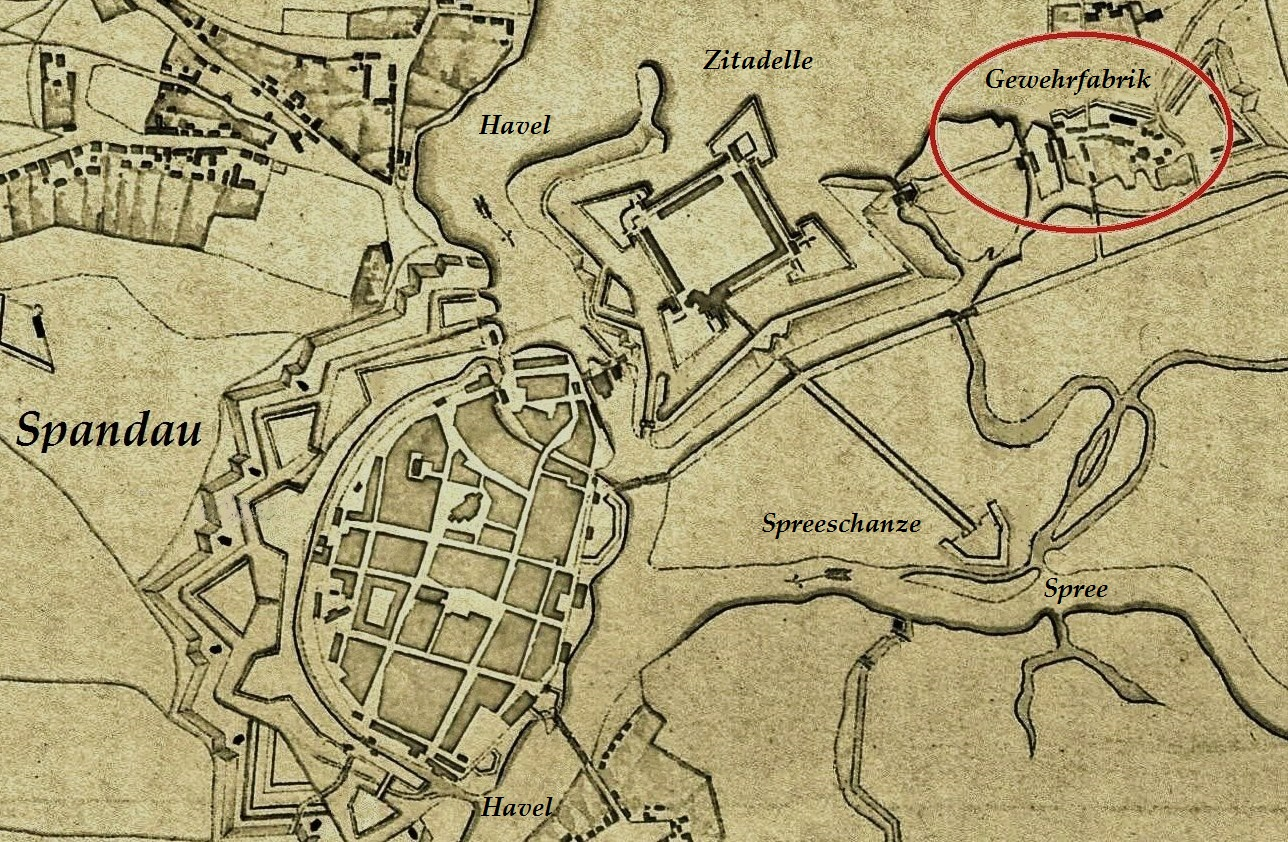
Spandau um 1812

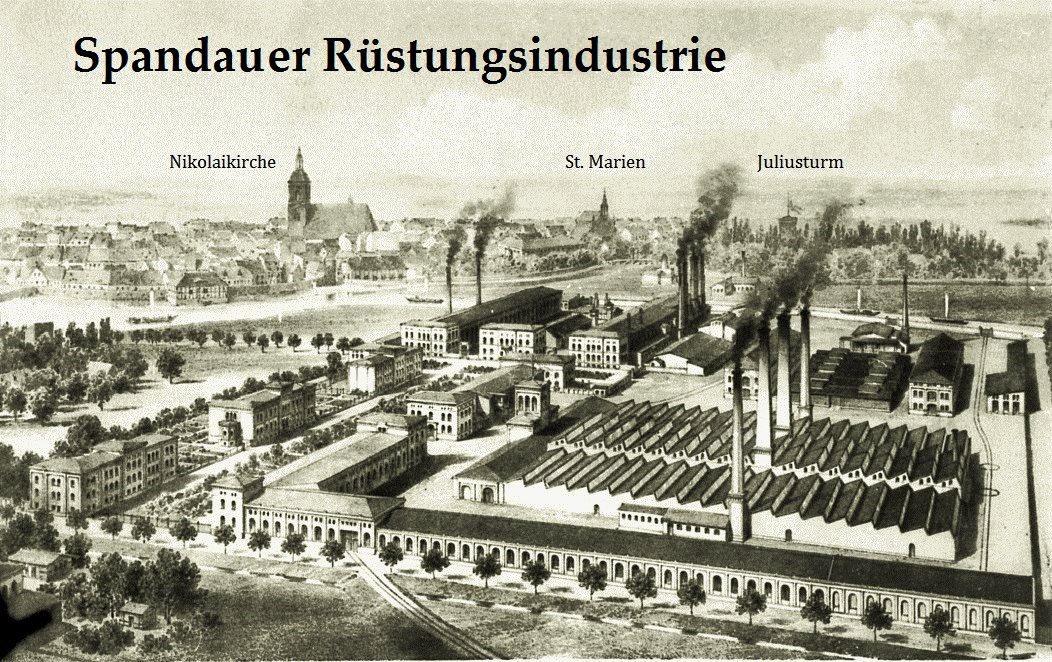
Industriekomplex Spandau-Stresow 1869 mit Gewehrfabrik, Geschützgießerei, Pulverfabrik, Munitionsfabrik, Artillerie-Werkstatt

Das Gelände auf der Gemarkung „Plan“ (später: „Gewehrplan und Pulverfabrik“) befand sich in Sichtweite östlich der Zitadelle Spandau und wurde später in die erweiterte Festung Spandau einbezogen. Auch in Spandau waren die ersten Gebäude – sowohl Wohnhäuser der Arbeiter als auch die Werkstätten – einfache Fachwerkbauten. Die hier errichtete kleine Fachwerkkirche für die aus Lüttich angeworbenen katholischen Gewehrbauer war die erste neu entstandene katholische Kirche in Preußen nach der Reformation; wegen des Anwachsens der Gemeinde  wurde sie 1847/48 durch die noch heute existierenden größere St. Marien am Behnitz ersetzt. In Spandau standen die wasserkraftbetriebenen Hammer- und Bohrwerke zur Eisenbearbeitung. 1726 richtete Gottfried Daum ein Lager für die in Zehdenick gegossenen Kanonenkugeln ein.
Im Jahr 1755 finanzierte der König eine neue Bohrmühle und ein neues Eisenmagazin. Für die notwendige Instandhaltung an den Fabrikgebäuden wollte er jedoch „nicht einen Groschen“ hergeben, weil sie allein den Unternehmern zugutekämen. In den Jahren 1775–1777 wurden von ihm schließlich umfangreiche Instandsetzungsarbeiten an Werkstätten und Wohnhäusern in Auftrag gegeben.
Mit dem Umzug des Königlichen Feuerwerkslaboratoriums von Berlin in die Zitadelle Spandau (1817) und der Verlegung der Königlichen Pulverfabrik aus der Jungfernheide bei Berlin nach Spandau (1834) waren zu der bereits etablierten Gewehrfabrik zwei weitere Betriebe der Rüstungsindustrie hier angesiedelt. Es folgten 1855 Neubauten für die Geschützgießerei und 1869/70 die Artillerie-Werkstatt mit einem neuen Hammer- und Walzwerk. In diesen beiden militärischen Fabriken erzeugten Mitarbeiter unter anderem Lafetten, Protzen und Munitionswagen auf Maschinen der Firma Seutker. Zudem entstanden Granaten und Geschütze aus Bronze. Zwischen 1868 und 1887 kamen noch eine neue Bohrwerkstatt und eine Geschossdreherei hinzu.
Die Gewehr-Prüfungskommission nahm ihre Arbeit 1877 in Spandau auf.

## Ungewöhnliches Pachtverhältnis

### Ausgangslage
Grundlage war die Königliche Resolution vom 31. März 1722 – eine einseitige Willenserklärung Friedrich Wilhelms I. zugunsten der Unternehmer, denen er die Gewehrmanufaktur verdankte. Als Anerkennung übertrug er ihnen die Fabrik unentgeltlich zur „ewigen Nutzung“.
Das Wohlwollen kam auch darin zum Ausdruck, dass den Unternehmern gestattet war, die für den Export benötigten Waffen den Königlichen Zeughäusern zu entnehmen. Ihnen war damit prompte Lieferung möglich, unabhängig von der laufenden Produktion. Die Auffüllung der Arsenale in natura durfte in mehreren Jahresschritten erfolgen. Im Gegenzug mussten die Unternehmer im Laufe der Zeit Abstriche bei anderen Privilegien und autokratische Einmischungen in Produktion und Verwaltung hinnehmen.

### Eingriffe der Krone
Den Anfang machte der sparsame Soldatenkönig selbst. Er als Gründer der Fabrik hatte den Preis für eine Muskete auf 7 Taler und 12 Groschen festgesetzt, zahlte dann aber nur 6 Taler und 19 Groschen. Nachdem er seinen Bedarf größtenteils gedeckt hatte, gingen die Aufträge zurück und der König wollte den Preis auf sechs Taler drücken. Dieses Preisdiktat hätte die ohnehin bestehende Abhängigkeit der Produktion von der Rüstungs- und Kriegsbereitschaft des Landesherrn weiter verschärft. Als sich die Unternehmer daraufhin vom gesamten Projekt zurückziehen wollten, erklärte er sich schließlich bereit, 6 Taler und 12 Groschen zu zahlen.
Weitere Eingriffe betrafen die Verwendung von schlesischem Eisen, was erhebliche Produktionsausfälle und Kosten verursachte, Einmischung in Personalfragen, was zum Verlust von 30.000 Talern führte, Einsetzung von staatlichen Direktoren und einer Gewehr-Revisionskommission.
Die zugesicherte Alleinstellung als Waffenproduzent in Preußen wurde mit der 1815 erfolgten Gründung der Königlichen Gewehrfabrik Saarn verletzt.
Mit dieser schrittweisen Aushebelung der Sonderrechte vollzog sich auch die Abkehr vom merkantilistischen Denken, was schließlich zur Kündigung des Pachtvertrages durch den Staat führte (1850). Die Unternehmer fügten sich den veränderten politischen Gegebenheiten und akzeptierten die Entschädigung von 42.000 Talern.

### Wechselnde Produktivität
Jahre der Hochkonjunktur – vor allem während der Schlesischen Kriege – wechselten mit Zeiten der Kurzarbeit. Den großen Gewinnen in produktionsreichen Jahren standen Verluste gegenüber, die durch Lohnfortzahlung in Friedenszeiten und Kriegsschäden (Kontributionen, Beschlagnahmungen, Betriebsstilllegungen) entstanden waren. Rückgänge der Produktivität traten jedes Mal bei einem Modellwechsel ein. Die Anlaufschwierigkeiten nahmen mit den immer komplizierter werdenden Waffen zu.

### Erschwernisse der Arbeit
Der Soldatenkönig bestand auf einem vorzeitigen Produktionsbeginn, obwohl nicht alle Voraussetzungen gegeben waren. In den ersten Jahren wurden die Ladestöcke aus Solingen und die hölzernen Gewehrschäfte aus Nürnberg bezogen. Die größte Herausforderung war das wiederkehrende Personalproblem. Ständig mussten neue Leute angeworben werden, weil enttäuschte Arbeiter in ihre Heimat zurückgingen. Diese Abwanderung steigerte sich, als während der Schlesischen Kriege Arbeiter der Gewehrfabrik auf Befehl des Königs der kämpfenden Truppe folgen und Gewehr-Reparaturen gleich an Ort und Stelle ausführen sollten. Bereits das Abstellen der Leute brachte einen personellen Engpass im Werk, sodass der erhöhte kriegsbedingte Waffenbedarf nicht erfüllt werden konnte. 20.000 Gewehre mussten von Splitgerber & Daum aus Fremdproduktion ohne Gewinn dazugekauft werden.
Die schwindende Autorität der Unternehmer führte bei den Arbeitern zu Widerstand bei der Einführung neuer Herstellungsverfahren. Die Verwendung von Schablonen (1827) für die Teile des Gewehrschlosses konnte nur mit Schwierigkeiten durchgesetzt werden, ebenso der Einsatz der ersten Dampfmaschine (1843).
Im Jahr 1840 war die Unzufriedenheit der Arbeiter in offene Rebellion umgeschlagen, die mit Hilfe von Polizei und Militär beendet werden musste. Die Folge war ein amtliches Reglement für die Arbeiter der Königlichen Gewehrfabriken.

## Waffenproduktion von 1722 bis 1850

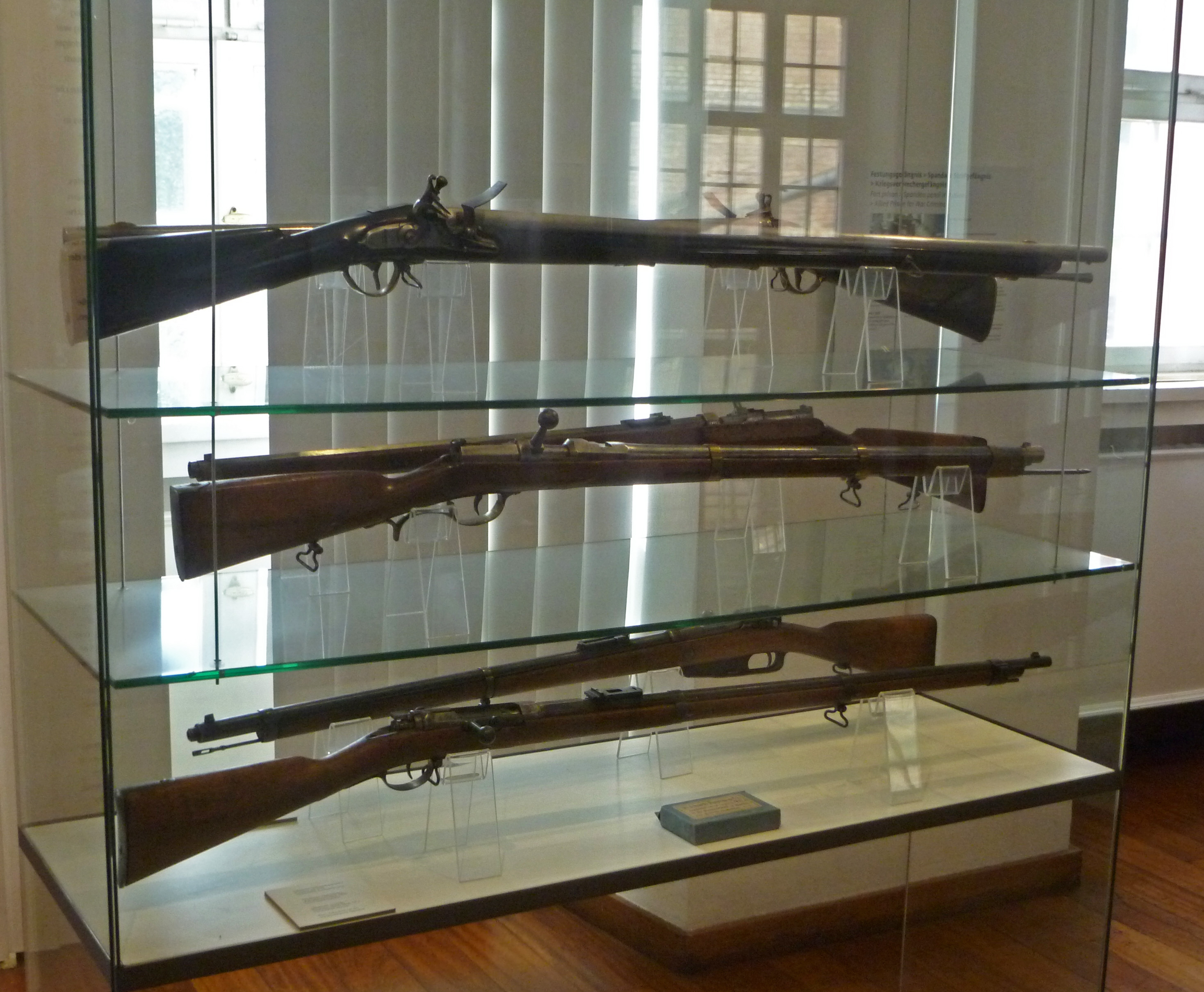
Vitrine in der Zitadelle Spandau (von oben nach unten): Muskete 1770, Dreyse-Zündnadelgewehr 1854 und Infanteriegewehr 1871

Die erste Handfeuerwaffe aus Potsdam-Spandauer Produktion, das Infanteriegewehr M/1723 mit Steinschloss, war der Nachbau einer Muskete des Lütticher Fabrikanten F. P. Henoul, der zu den früheren Lieferanten der Preußischen Armee gehörte. Die mehrfach modifizierte Flinte wurde auch für den Export an befreundete Staaten hergestellt. Ab 1780 begann die Fertigung des Infanteriegewehrs Modell 1780/87. Es folgte 1801 das Nothardt-Gewehr, dessen allgemeine Einführung durch die kriegerischen Auseinandersetzungen mit Napoleon verhindert wurde. Nach der Scharnhorstschen Militärreform und dem Abzug der Franzosen nahm die Gewehrfabrik die Arbeit an einer verbesserten Muskete, dem neupreußischen Infanteriegewehr M/1809, wieder auf. Die meisten dieser Gewehre wurden anschließend auf Perkussionsschloss umgerüstet.
Eine neue Ära der Waffen- und Kampftechnik leitete das Zündnadelgewehr von Johann Nikolaus von Dreyse ein. Um Spionage zu verhindern, sollte die Fertigung des Gewehrs nur in Dreyses eigener Fabrik und in staatlichen Anstalten erfolgen. Deshalb kündigte Preußen den seit 1722 bestehenden Pachtvertrag mit dem Handelshaus Splitgerber & Daum – zuletzt Gebrüder Schickler – und konzentrierte die Waffenproduktion in Spandau.
Zum Fertigungsprogramm der Königlichen Preußischen Gewehrfabrik gehörten von Anfang an auch Pistolen und Karabiner. An Blankwaffen wurden Degen, Säbel, Piken und Bajonette hergestellt. 1750 begann die Herstellung von Kürassen.
Während des 130 Jahre währenden Pachtverhältnisses erhielten die Waffen neben den amtlichen Kennzeichnungen „POTSDAMMAGAZ“ und Preußenadler auch die Initialen der Pächter, wobei es durch Generationswechsel drei Versionen gab: „S&D“ für Splitgerber & Daum bzw. Daumsche Erben (1722–1779), „DSE“ für David Splitgerber seel. Erben (1780–1795) und „GS“ für Gebrüder Schickler (1795–1850).

## Waffenproduktion von 1852 bis 1918
Nach der Schließung der Potsdamer Fertigungsstätten 1850 und der Konzentration in Spandau-Stresow – mit entsprechender Modernisierung der technischen Anlagen – war die erste dort hergestellte Waffe das Dreyse-Zündnadelgewehr M/41, das etwa 20 Jahre lang den waffentechnischen Vorsprung halten konnte. Danach machte die Entwicklung des überlegenen französischen Chassepotgewehrs auch ein Dreyse-Nachfolgemodell (M/62) nötig, das schließlich vom Mausergewehr M/71 abgelöst wurde.

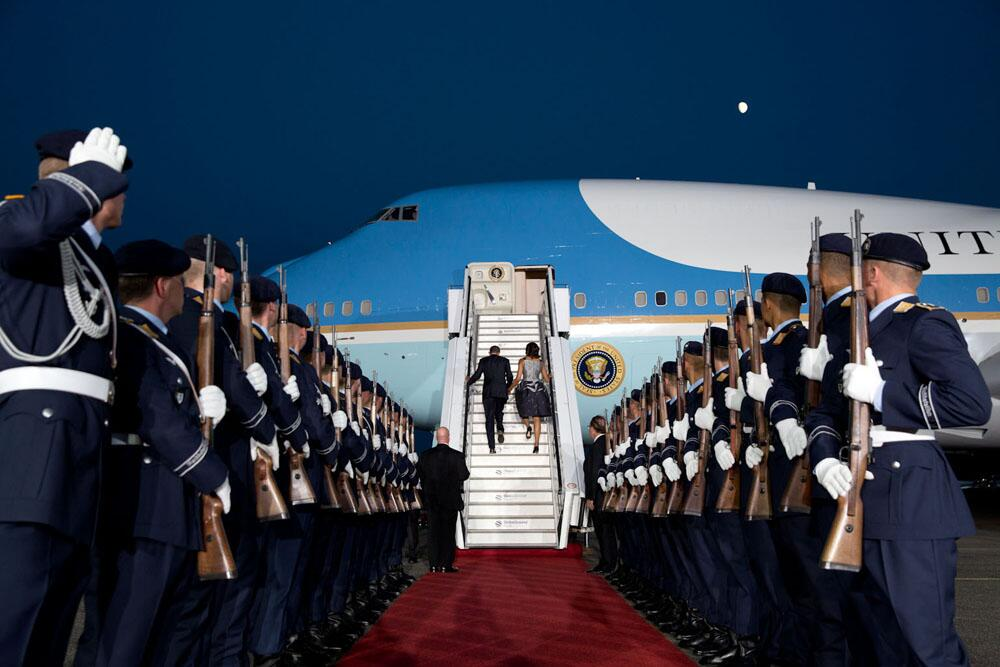
Ehrenspalier zum Ende des Staatsbesuches von Barack und Michelle Obama, Berlin 2013

Nach ihrer Gründung 1877 begann die in Spandau ansässige staatliche Gewehr-Prüfungskommission mit der Entwicklung eines eigenen Gewehres, des sogenannten „Kommissionsgewehrs“ mit der amtlichen Bezeichnung Gewehr 88. Es wurde zwar millionenfach auch in anderen Gewehrfabriken produziert, erfüllte jedoch nicht die Erwartungen, sodass schon bald Überlegungen für eine neue Waffe angestellt wurden. Ergebnis war das Mauser Modell 98, das ab 1898 in verschiedenen Ausführungen gefertigt wurde und zur Standardausrüstung des Heeres während des Ersten Weltkriegs gehörte. Noch heute (Stand: 2013) wird dieses Gewehr vom Wachbataillon beim Bundesministerium der Verteidigung im protokollarischen Dienst verwendet.

## Direktoren
- 1852–1854: Major Linger
- 1854: 00000Hauptmann Karl von Avemann
- 1854–1857: Hauptmann von Garnier
- 1857–1875: Hauptmann Hermann von Schaetzel
- 1875–1877: Oberst Eduard Albert Friedrich Klatten
- ab 1877:000Major Gerhardt